# Candy/Molly's Lips
«Candy»/«Molly's Lips» — спліт-сингл американських грандж-гуртів The Fluid та Nirvana, що вийшов в січні 1990 року на лейблі Sub Pop. Сингл містив дві live-версії наступних пісень: «Candy», яку відіграли The Fluid, і «Molly's Lips», кавер гурту The Vaselines, який виконала Nirvana. Тираж 7500 екземплярів на 7" вінілі — перший пресинг з 3500 копій на чорному, другий, 4000 примірників, на мармурово-зеленому з темними вкрапленнями.

## Історія пісень
«Candy» вперше з'явилася на мініальбомі Glue гурту The Fluid, що вийшов 1990 року. 1993 року мініальбом був перевиданий на Компакт-диск разом з альбомом Roadmouth 1989 року.
Кавер на пісню «Molly's Lips» записав гурт Nirvana 9 лютого 1990 року на концерті в Pine Street Theatre в Портленді, штат Орегон. Саму пісню написав шотландський інді-поп гурт The Vaselines.

## Список композицій
1. The Fluid: «Candy» (Live)
2. Nirvana: «Molly's Lips» (Live)